# IC 125
IC 125 ist eine elliptische Galaxie vom Hubble-Typ E-S0 im Sternbild Walfisch südlich der Ekliptik. Sie ist schätzungsweise 640 Millionen Lichtjahre von der Milchstraße entfernt und hat einen Durchmesser von etwa 95.000 Lj.

Im selben Himmelsareal befinden sich u. a. die Galaxien IC 128, IC 129, IC 1714.
Das Objekt wurde am 5. Januar 1892 vom französischen Astronomen Stéphane Javelle entdeckt.